# MBK industrie
 (novembre 2023).
MBK industrie (précédemment Motobécane-Motoconfort) est un constructeur français de deux-roues fondé en 1924, devenu en 1986 filiale de Yamaha.
En 2018, l'activité de l'usine se concentre uniquement sur la production de deux-roues de la marque Yamaha.

## Historique

### Les premières années
En 1924, MM. Alphonse Tallet, Charles Benoît et Abel Bardin conçoivent leur premier motocycle, la MB1, puis grâce au soutien financier, administratif et technique de Jules Bénézech, le 11 décembre, les « Ateliers de la Motobécane » sont créés à Pantin, à l'angle de l'avenue Jean-Jaurès et de la rue de Paris. En sort la Motobécane, un modèle à fourche pendulaire non amortie équipé d'un moteur à deux temps bicylindre de 175 cm3 à transmission par courroie. Ce modèle très simple se vendra jusqu'en 1929.
L'année suivante, 1925 : MM. Benezech, Maréchal, Doranjou et Georges de Grenier de Latour fondent la Société des Ateliers La Motoconfort, 3 rue Hoche à Pantin, en vue de la sortie de la MC1 de 308 cm3, portant une plaque rivetée « Moteur Motoconfort Licence Motobécane ». C'est la première moto de grosse cylindrée construite par les ateliers, Motoconfort étant une marque de Motobécane. Celle-ci est aussi créée dans le but de ne pas compromettre le nouveau succès de l'entreprise en cas d'échec des ventes.
En 1926, Jules Bénézech fonde La Novi, 42 rue des Grilles à Pantin, afin de fournir à Motobécane-Motoconfort des magnétos, alternateurs, volants magnétiques ainsi que des systèmes d'éclairage électriques pour deux-roues.
1929 voit le début de production des BMA pour « bicyclettes à moteur auxiliaire » équipées d'un moteur à deux temps de 100 cm3. Ces petites machines munies de pédales peuvent se conduire sans permis dès l'âge de seize ans mais ne doivent pas dépasser les 30 km/h ni peser plus de 30 kg. Le premier modèle est désigné « B1 ». La réglementation change pendant l'occupation et la catégorie BMA disparaît après la Seconde Guerre mondiale. Deux nouvelles catégories voient le jour : le vélomoteur, de moins de 125 cm3, et les cyclomoteurs, de 50 cm3.
En dix ans, Motobécane produit environ 150 000 BMA. Dans les années 1930, Motobécane devient un grand constructeur de motos, avec de nombreux modèles de toutes cylindrées. On voit des prototypes de 750 cm3 à quatre cylindres. Certains modèles ont aussi pris la dénomination « Motoconfort » pour des raisons commerciales.
En 1933, la société produit sa première moto à quatre temps de 250 cm3. Durant cette période, une moto avec moteur à quatre cylindres en ligne est également produite en très faible quantité. En 1938, l'entreprise présente le Poney 60 AG1 63 cm3 ; son moteur est l'ancêtre de celui de la Mobylette.
En 1939, Motobécane remporte la victoire au Bol d'or avec Édouard Hordelalay à l'autodrome de Linas-Montlhéry.

#### Historique Motobécane en compétition avant-guerre[5]
- 1929 2e du GP du Comminges 350 cm3 avec Rouquayrol ;
- 1931 2e au GP du Camp du Drap d'Or à Calais 350 cm3 avec Henry Raymond ;
- 1932 victoires Bol d'or 500 cm3 avec Guillaume Lovinfosse et au Grand Prix de Hyères avec Suppo 125 cm3;
- 1937 Bol d'or 250 cm3 avec Poinot ;
- 1938 Bol d'or side-cars 350 cm3 avec Édouard Hordelalay et 600 cm3 avec Fernand Françoise ;
- 1939 Bol d'or 350 cm3 avec Jean Passet et side-car 600 cm3 avec Édouard Hordelalay.

### De la Seconde Guerre mondiale au rachat
- 1943 : L'ingénieur et directeur du bureau d'études Marcel Steinbach, dans l'aventure Motobécane depuis la SICAM, disparait à Auschwitz[6].

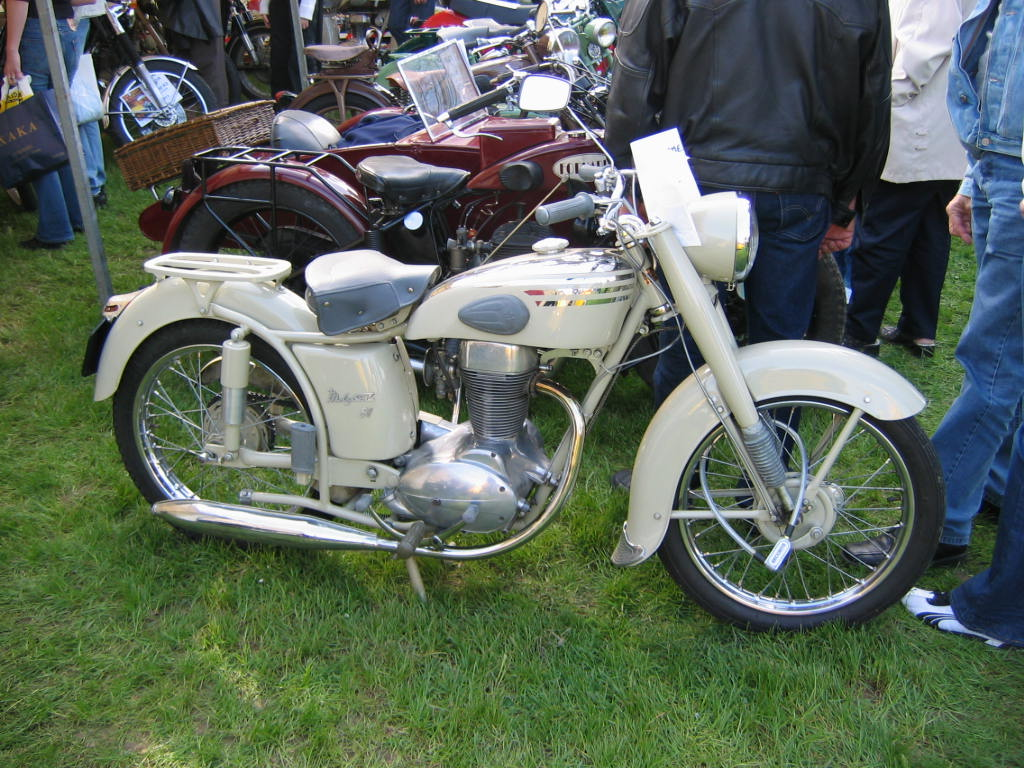
Motobécane Z 27 C, 1958.

- 1945 : Juste après la Seconde Guerre mondiale, lancement d'un modèle dérivé d'un vélomoteur d'avant-guerre la Motoconfort C45 (commercialisée sous la dénomination D45 par Motobécane)[7], monocylindre à soupapes latérales de 125 cm3 devient assez populaire et sera produite jusqu'en 1961.
- 1946 : Lancement du Poney 50 type AG2, première Motobécane 49,9 cm3.
- 1946 : Présentation de la série Z avec la Z46C équipée de suspensions et d'un moteur culbuté, elle sera commercialisée en 1947.
- 1949 : Lancement de la Mobylette type AV3 49,9 cm3 reprenant le moteur du Poney 50.
- 1949 : Commercialisation de la Z2C 175 cm3 à la technologie KTM 250 48 ch.
- 1954 : Motobécane lance la 350 cm3 L4C, équipée d'un très atypique moteur bicylindre en ligne, c'est un échec commercial.
- 1964 : Arrêt de la fabrication de la série « Z ». Pour la première fois depuis sa fondation, la firme ne produit plus de motos mais uniquement des cyclomoteurs et des bicyclettes.
- 1970 : Retour à la moto avec le lancement des 125 bicylindres 2-temps.
- 1972 : Lancement de la 350 tricylindre 2-temps[8].
- 1975 : Motobécane-Motoconfort prend le contrôle de son concurrent VéloSoleX et rapatrie sa fabrication dans une de ses usines à Saint-Quentin, dans l'Aisne.
- 1976 : Retour à la marque unique Motobécane avec l'abandon de la marque Motoconfort
- 1980 : Arrêt de la fabrication des LT3 125 bicylindres, le prototype LT4 qui devait lui succéder ne sera pas commercialisé.
- 1984 : Motobécane fait faillite, et les Ateliers de la Motobécane ferment leurs portes[9].

### L'ère Yamaha
Puis Motobécane devient MBK Industrie à la suite de la reprise par différents actionnaires dont le géant mondial Yamaha.
- 1986 : Yamaha devient actionnaire majoritaire et prend le contrôle de MBK Industrie.
- 2002 : Fin 2002, arrêt de la fabrication de cyclomoteurs à cause de l’interdiction de commercialiser ceux-ci après le 30 juin 2003. Après cette date, ceux-ci ne seront plus conformes aux normes Euro 2. Les ventes de ces cyclomoteurs ne dépassaient pas un millier d'unités par an.

La production du modèle Motobécane AV88 surnommé la « Bleue » est transférée en Turquie afin d'alimenter le marché africain, et le marché français uniquement pour les pièces détachées,,,.
Le dernier cyclomoteur MBK fabriqué en France était un MBK 51 modèle Hard Rock de couleur noire, le 26 novembre 2002.
- 2009 : L'usine turque Beldeyama (ex-Bedelsan), dont Yamaha possédait 20 % des parts depuis 1997, ferme ses portes à la suite du retrait de Yamaha du partenariat. Elle fabriquait des pièces et des cyclomoteurs sous licence MBK. Cette usine était située à Instinye-Istanbul et avait été créée par Motobécane en 1966[15]. Il semble que la fermeture de l'usine est plus ou moins liée au passage à la norme Euro 3 fin 2009 avec un stock important de deux-roues non compatibles avec cette norme chez les industriels en Turquie d’après une interview du Marketing Manager de Beldeyama fin septembre 2009[16].
- 2012 : Yamaha décide de recentraliser sa production européenne au site Picard et de fermer l’usine de Barcelone[17], qui avait été rachetée quelques années auparavant à Sanglas.
- 2014 : Arrêt de la production de petits moteurs hors-bords qui est transférée en Thaïlande au troisième trimestre 2014. Cette activité « marine » représentait 12 % du chiffre d’affaires 2013 de MBK Industrie (210 millions d’euros prévisionnel pour l'année 2013) avec 120 employés. Yamaha Motor, auquel appartient l'usine MBK, estimait qu'il perdait trop de parts de marché pour les moteurs hors-bords sur les marchés russe, brésilien et asiatiques à cause de son « incapacité à proposer des prix compétitifs », or ces  marchés enregistraient alors les plus fortes croissances[18],[19],[20].
- 2018 : Les deux-roues de 50 cm3, de type cyclomoteur, commercialisés en France à partir du 1er janvier 2018, doivent respecter la norme Euro 4[21].

En conséquence, et face au coût important de la mise au norme (injections électroniques, catalyseurs) des moteurs thermiques et de la hausse significative du coût de l'engin final pour les clients potentiels (de 1 700 à plus de 2 000 euros) et donc hors du marché visé par MBK, Yamaha décide en 2017, :
- l’arrêt de la fabrication et de la distribution des deux-roues MBK (cyclomoteurs et scooters) ;
- la mise en sommeil de la marque MBK[24] ;
- la refonte du réseau de distribution et de réparations. Sur 280 revendeurs MBK en France, une dizaine deviennent des revendeurs Yamaha, une autre centaine d’autres deviennent des « points service MBK » avec accès aux pièces détachées pour faire des réparations pendant une durée minimale de dix ans garantie par le constructeur, les autres vont perdre le panneau MBK mais continueront à travailler pour d'autres marques[25].

Yamaha continuera à commercialiser des scooters à moteur 4-temps de 50 cm3.
De nombreux constructeurs continuent à commercialiser des deux-roues à moteur deux ou quatre temps de 50 cm3.
- Yamaha Motor Europe annonce que son site de production de Saint-Quentin jusque-là connu sous le nom de MBK Industrie va être rebaptisé au nom de Yamaha[27].

## Activités industrielles
À l'automne 2017, l’usine MBK Industrie basée à Saint-Quentin avait près de six cents salariés pour faire fonctionner ses trois lignes de productions principales dans trois bâtiments représentant une surface totale de 115 000 m2. Ces trois lignes de montage, où sur chacune il est possible de produire jusqu'à deux cents unités par jour, sont : une pour les motos (125 à 700 cm3), une pour les gros scooters (de 125 à 400 cm3) et une pour les scooters de 50 cm3. Cette production importante est possible parce qu'elle est automatisée à 80 % avec le reste des autres taches se faisant manuellement. Le chiffre d'affaires annuel de l'industriel est réalisé sur les deux-roues les plus puissants : 26 000 produits pour les scooters 50 cm3 (20 % du CA), 25 000 produits pour gros scooters 125 et 250 cm3 (30 % du CA) et 20 000 produits pour les motos (41 % du CA). Le marché des scooters de 50 cm3 est en baisse régulière.
D'après MBK, la baisse du marché des deux-roues de 50 cm3 est dû à l'arbitrage financier fait par le choix des « familles d'acheteurs » au profit du mobile multifonction tactile (smartphone) lancé en 2007. L'usine oriente donc sa production vers le marché des maxi-scooters prisés par les cadres des grandes métropoles pour se faufiler dans les embouteillages et rejoindre rapidement leur lieu de travail. Ces maxi-scooters sont des modèles moyen-haut de gamme,.

## Modèles historiques

### Série Mobylette
La gamme vedette de Motobécane est la Mobylette, fabriquée à partir de 1949, et vendue à quatorze millions d'exemplaires, ce qui fait de Motobécane le plus gros constructeur de cyclomoteurs à l'échelle mondiale.
Les premiers modèles sont très rudimentaires : AV 33 avec cadre renforcé proche d'un vélo de femme, freins à patins, absence de suspension, moteur dans le pédalier pour toute la suite des modèles, pédalage obligatoire pour démarrer et monter les côtes, etc.
Le variateur de vitesse est ensuite un gros progrès, nervosité dans l'accélération supprimant l'obligation de pédaler.
Le cadre, d'abord tubulaire, est ensuite réalisé en tôle emboutie soudée électriquement, avec le réservoir inclus dans la poutre avant, ou en position haute, comme pour une moto.
Le Mobyx est un modèle destiné aux loisirs, ses dimensions compactes permettant de le loger dans un bateau de plaisance, une caravane, voire un coffre de voiture.
Les tout derniers modèles haut de gamme conçus par l'ingénieur et directeur du bureau d'études Éric Jaulmes, les 99 Z et 95 TT, bénéficient d'un moteur équipé d'un contre-piston destiné à améliorer le remplissage du cylindre, c'est une sorte de compresseur.

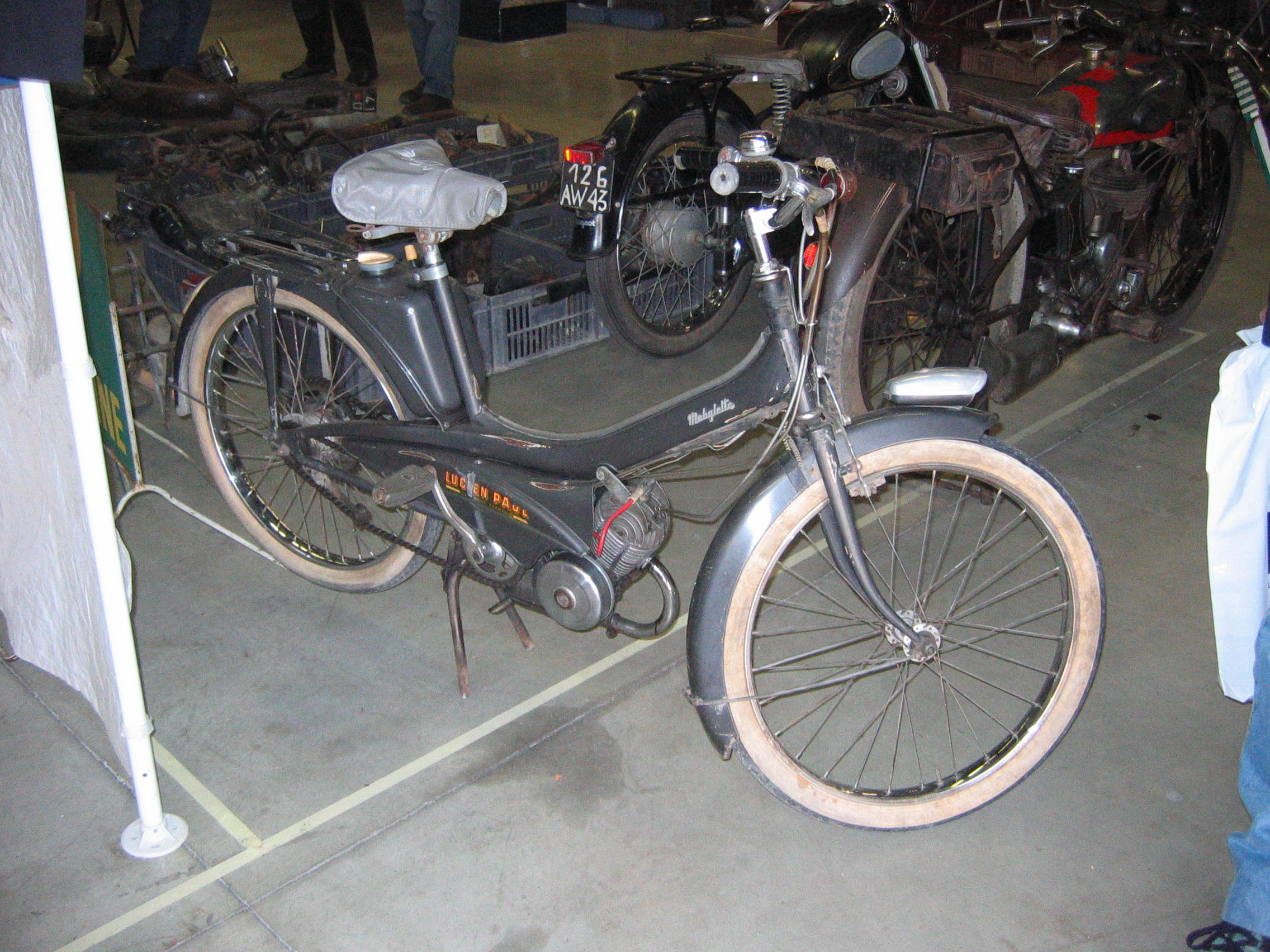
L'AV 42, modèle de base de la série, surnommée la « grise », des années 1960-1970.
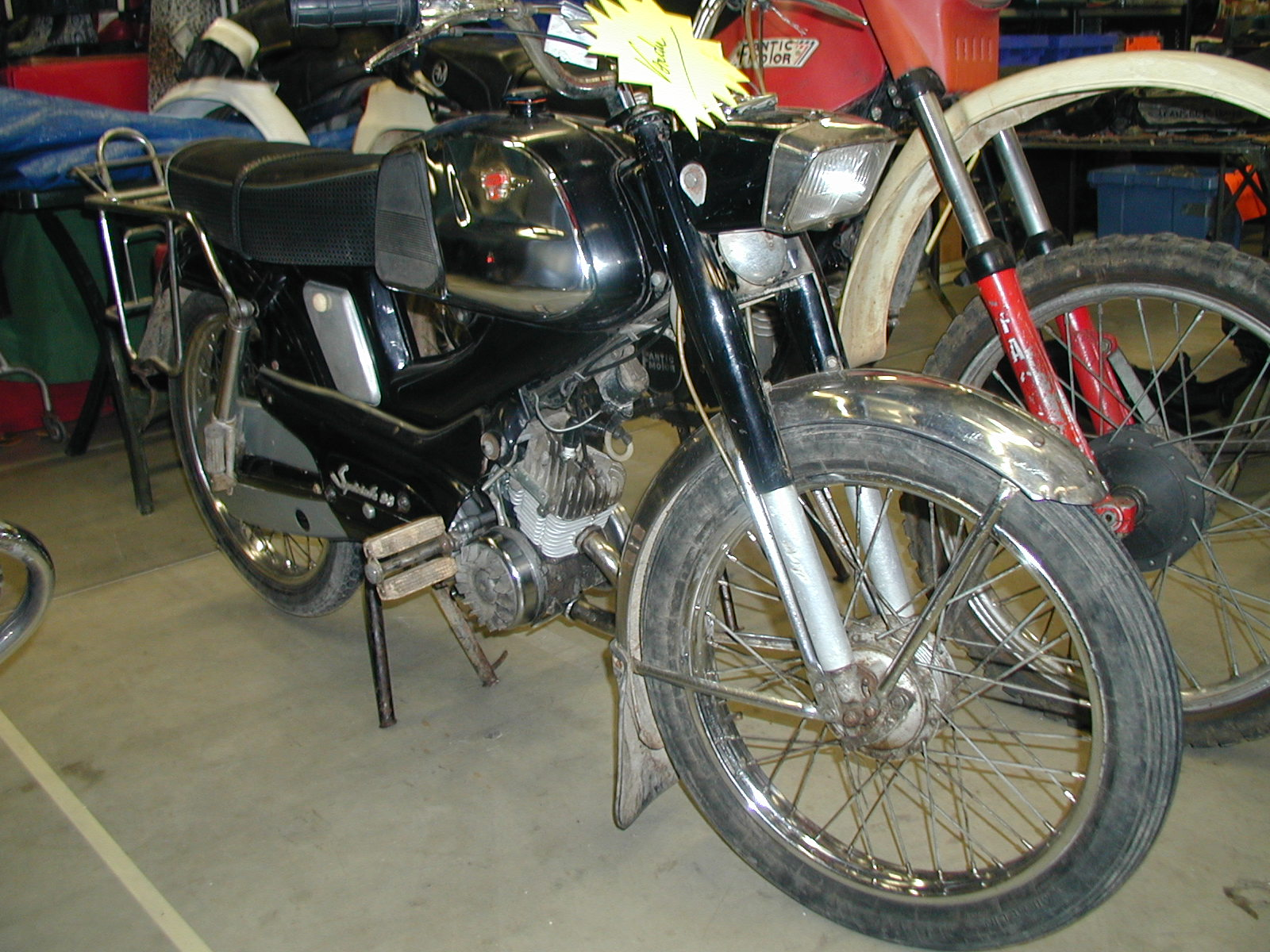
La Spéciale 98 (années 1960).
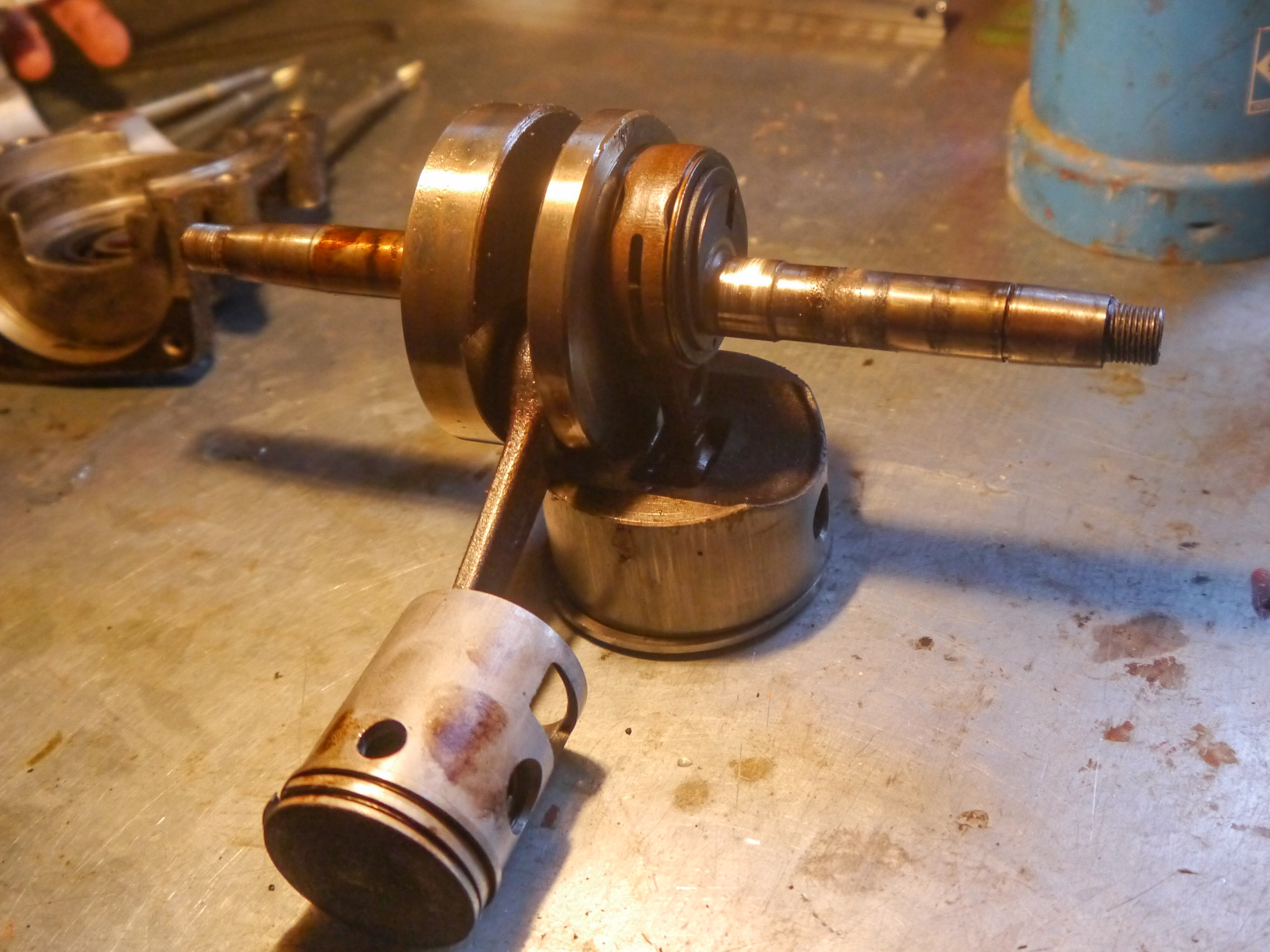
Un vilebrequin de Motobecane 99z avec son piston moteur et son contre piston.

### Tentative de renouveau dans la moto

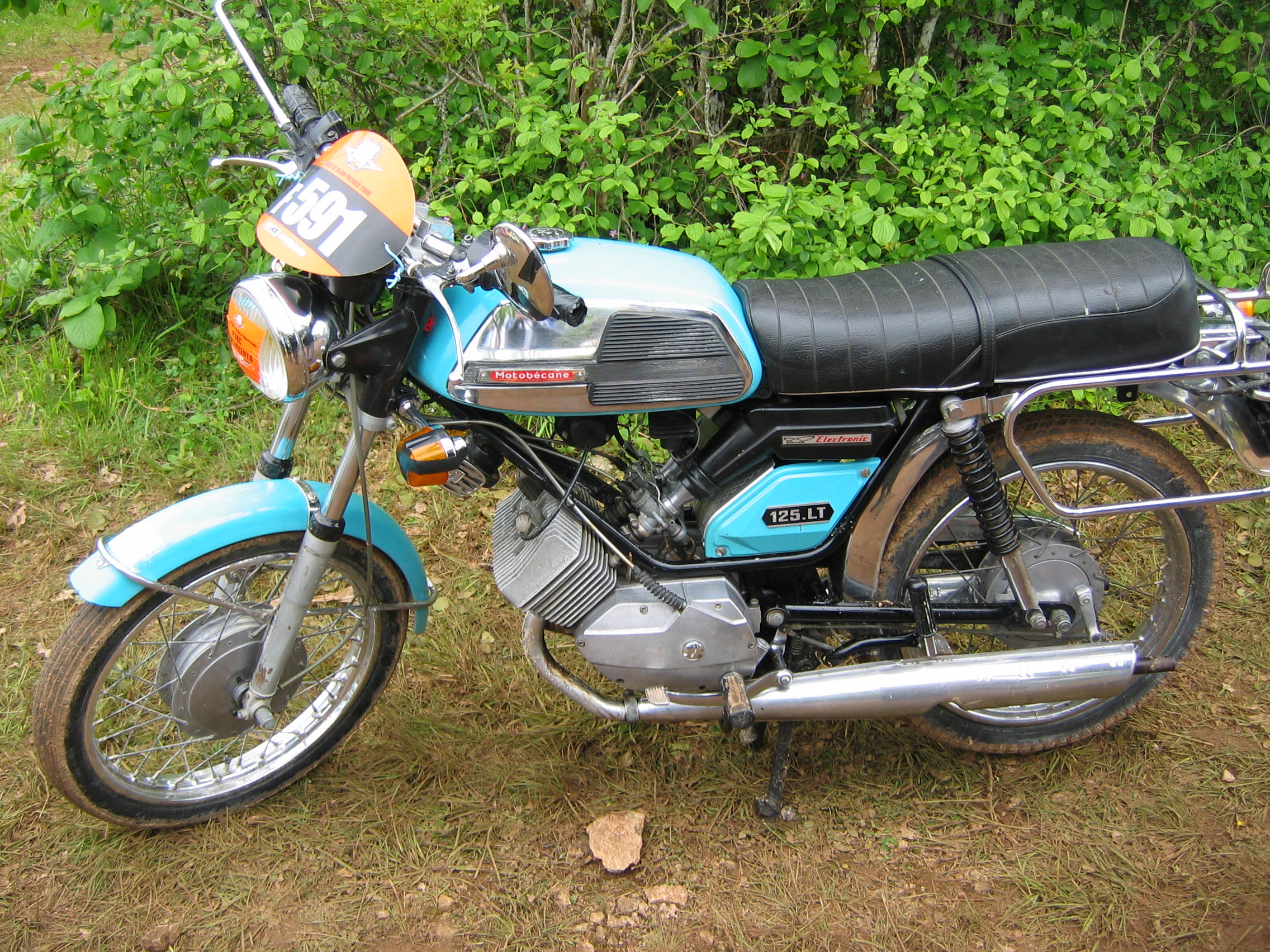
La 125 LT1.

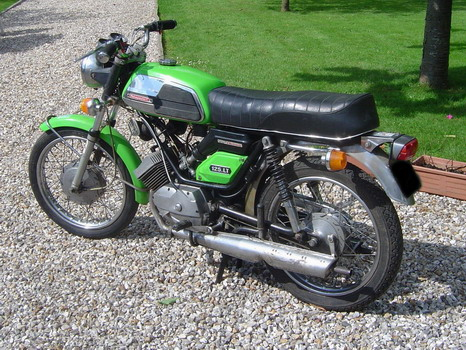
La 125 LT2.

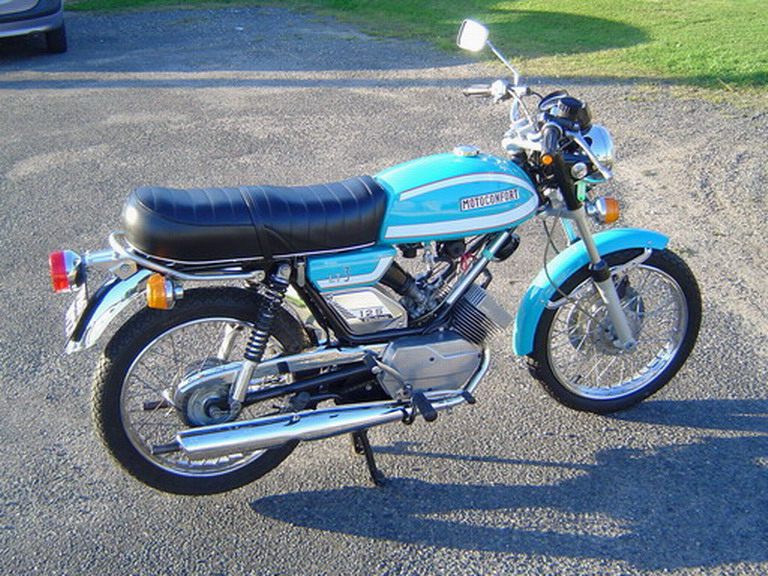
La 125 LT3.

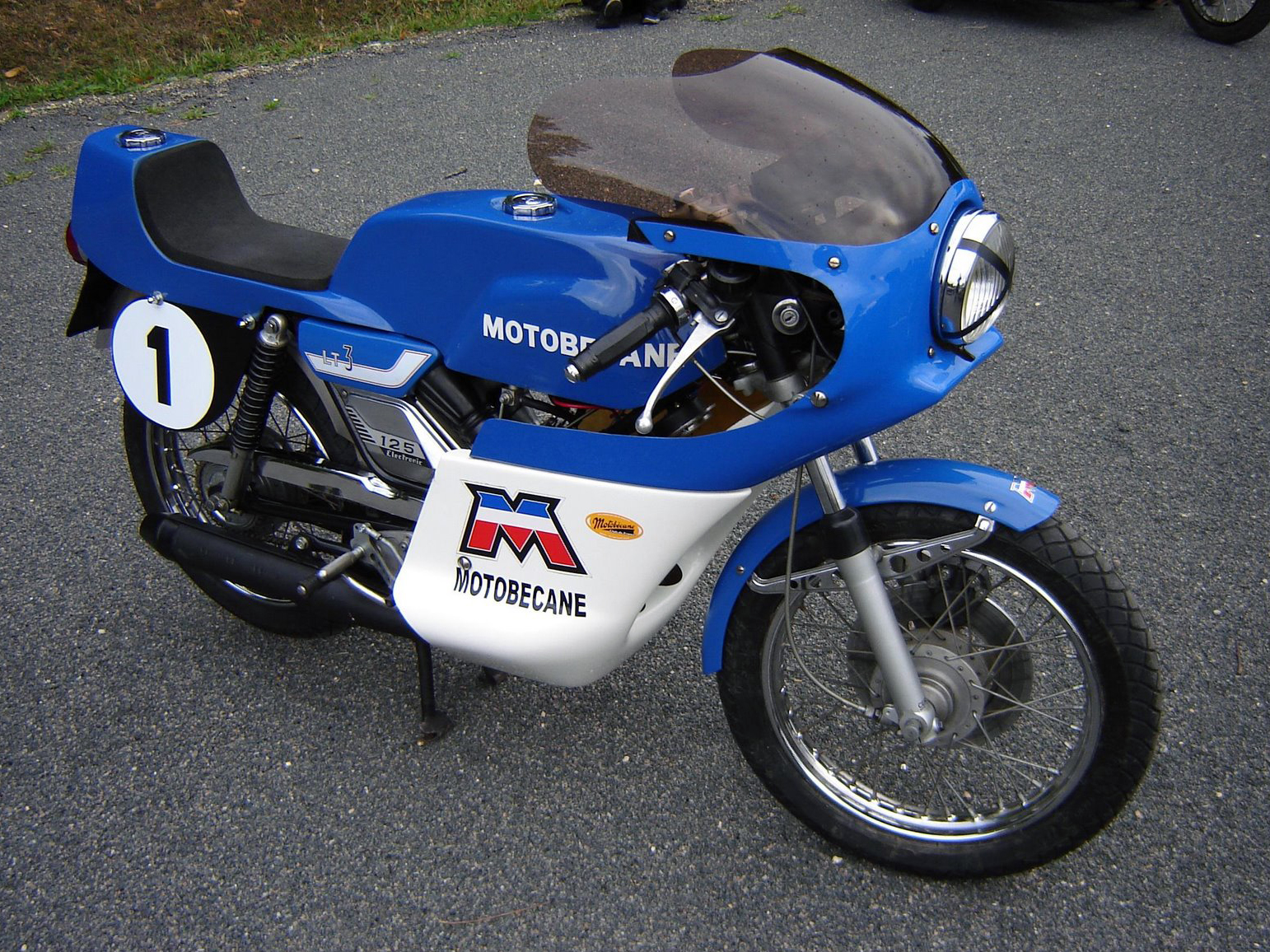
La 125 LT3 coupe (1977).

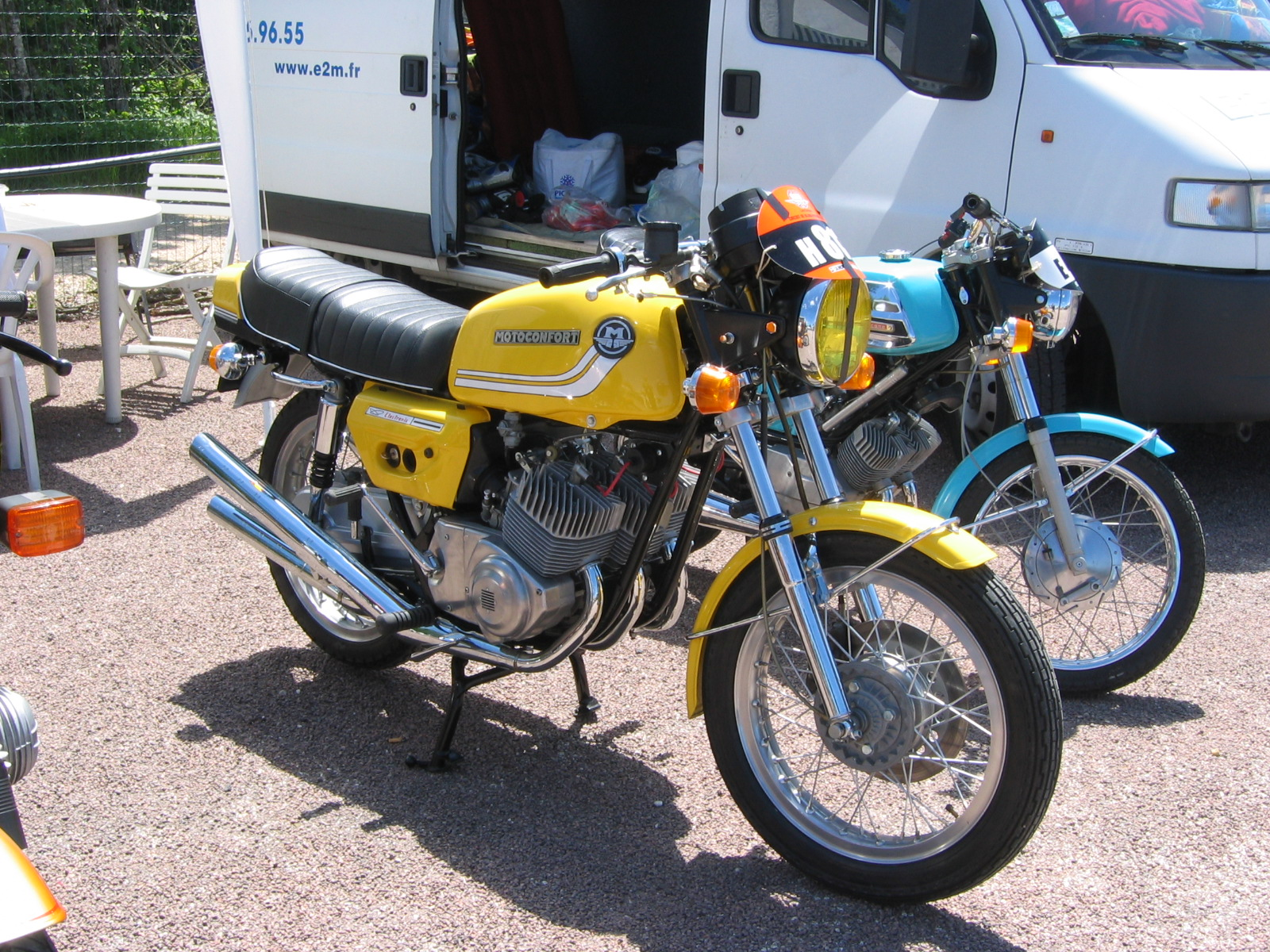
La 350.

En 1969, Motobécane présente la 125 Standard bicylindre 2-temps. Il s'agit d'une tentative pour revenir sur le marché monopolisé par les machines japonaises. Elle sera suivie par les modèles Luxe, LT, LT1, LT2 puis LT3. Ces machines se distinguent par leur moteur à cylindres en alliage d'aluminium revêtu de chrome dur et par leur allumage électronique, suspendu sous un original mais excellent cadre double berceau. Au fil du temps le succès commercial s'émousse devant les progrès fulgurants d'esthétique, de finition et d'équipement de la concurrence nippone.
Les 125 cm3 Motobécane progressent rapidement sur le plan technique, la puissance du moteur est portée à 16 ch à partir de la LT1, avec le fameux segment en « L » en tête de piston assurant un taux de compression supérieur à 10/1 contre 6,5/1 pour la concurrence nippone, des améliorations de la partie cycle qui accroissaient sa tenue de route et de confort. Cependant les motos évoluent peu sur le plan esthétique, notamment sur le non-renouvellement des couleurs avant la sortie de la LT3.
L'absence de clé de contact et de béquille latérale, éléments-symboles de la moto moderne — qui permettent notamment de différencier une moto d'une simple « mobylette » et ainsi de « jouer dans la cour des grands » — sont une lacune. La Motobécane n'a pas ou peu évolué sur plusieurs points : pas de voyants dans le boîtier faisant office de tableau de bord, les comodos ont peu évolué, compteurs désuets à fond blanc, totalisateur kilométrique à seulement quatre chiffres, chicanes dépassant des pots d'échappement, fonctionnement au mélange avant la LT2 à graissage séparé  (contraint à pencher sous les carburateurs derrière la prise de câble de compte-tours, car le boîtier de filtre à air, situé au-dessus et des flancs de réservoir chromés et équipés de grippe-genoux[pas clair]). Motobécane se veut précurseur sur bien des plans (allumage électronique, certes défaillant et peu fiable, cher et irréparable…). Faute d'avoir fait preuve de réelles stratégies d'investissement et commerciale, elle s'est vite retrouvée à l'arrière-garde à une époque où ce genre de design tombait en désuétude avant la sortie de la LT3, trop tardive et trop chère.
Les tarifs des 125 cm3 Motobécane augmenteront plus vite que ceux de la concurrence, le peu de fiabilité de l'électronique, le prix démesuré des pièces détachées (un câble d'embrayage en 1977 qui tient à peine 2 000 km coûte 40 FRF, soit 80 euros de 2009 si on le rapporte au prix du SMIC horaire) feront peu à peu devenir la 125 cm3 de grande série la plus chère sur le marché.
Le projet est intéressant pour faire perdurer les accessoiristes français (Marshall pour le phare, Saker pour les poignées, carburateur Gurtner, etc.).
La fin était annoncée dès la mise sur le marché de modèles successifs toujours en retard et toujours aussi chers, seuls certains clients de la première heure restent fidèles.
Les ressemblances avec les humbles mobylettes venaient à bout des plus téméraires acheteurs essuyant les quolibets des filles et des copains roulant alors en Suzuki TS ou GT, Yamaha ou Honda démarrant par tous les temps et toujours propres. C'est la fin d'une marque qui s'annonçait par manque de réactivité et par trop d'assurance, trop de confiance dans des valeurs désuètes et hors culture après les grands changements de Mai 68.
En 1975, la sortie de la LT3 apportera un remaniement esthétique, frein avant à disque, fourche Ceriani, un nouveau design du réservoir, un garde boue avant peint et de nouveaux compteurs et compte-tours. Ce modèle est disponible en trois coloris, bleu Pyrénées, orange Roussillon et vert Normandie. En 1976, Motobécane lance la version LT3 coupe : modèle coupe tôle, puis en 1977 une version polyester. Elle sera championne de France sur circuit en 1977.
Motobécane tentera aussi une percée en 350 cm3, avec une tricylindre deux-temps, cinq vitesses, fortement inspirée des modèles Kawasaki et présentée aux Salons 1972 de Cologne et de Paris. Un prix élevé, une arrivée tardive sur le marché anéantirent les efforts de finition et de conception consentis (phare bi-iode, réservoir de vingt litres, frein avant à disque, etc.).

### Vélos-cross
Au début des années 1980, Motobécane tente une incursion dans le monde porteur des vélos-cross. Avec le 41 MX, un mini vélo pour enfants, puis les MX 20 (puis MX 21) et MX 30 (puis 31, 32), la marque connaîtra un succès. Ces vélos aux couleurs vives (bleu pour le 41 MX, jaune fluo pour le MX 21 et orange fluo pour le MX 32) comportent des suspensions centrales (cantilever) et avant (une fourche venant de la mobylette), des plaques de numérotation dans le style des cycles de compétition, des pneus à crampons (jantes de mobylette à frein à tambour) et des selles confortables. Le poids important des vélos les empêche cependant de rivaliser avec les vraies stars du genre (du type BMX), mais la ligne donne un coup de jeune à la marque.

### Vélos de course / route / tout chemin
Parmi les modèles de la marque, on liste : 
- Motobécane :
  - racing (1979) : Le champion et Team champion
  - sport (1979) : Grand sprint et Grand record
  - touring (1979) : Nomade, Nomade sprint, Mirage, Super mirage, Grand touring
  - Grand jubilé, Sprintour, Grand record, le champion, team champion
  - Grand Tourisme
  - Mirage sport, Mirage 18
  - Super Sprint, Sprint
  - Spécial Sport (jaune, vert)
  - Super Touring (jaune)
  - Touring
  - Interclub (tandem)
  - MT.Becane, City-Becane (1984)
  - Profil 3
  - C4
  - Progress (vélo pliant, 1 ou 3 vitesses)
  - MX 400, MX 300, mX 252, MX 200, MX 100C chromé (BMX), MX 152, MX 113, MX 102, MX 103, 41 MX, MX 32, MX 31, MX 21, MX 25, MX 15, MX 10
  - BX 100, BX 50, BX 21, BX 15
  - Velover
- Motoconfort :
  - Grand Touring
  - Special Sport (tube 1020, 5 vitesses)
- MBK racing :
  - MBK Replica (1995)
  - MBK Criterium (1995)
  - MBK Pro Light (1995, 1999)
  - MBK Pro light (alu 7005, 7020…) (1995)
  - MBK Super pro (1995)
  - Mirage, Super Mirage, MBK Mirage pro (carbone)
  - Sprint, Super Sprint
  - Leader, Super Leader
  - Winner (1995)
  - Super Record (Colombus Sl, ultegra 600)
  - MBK Super Mistral
  - Trainer
  - MBK Sport (12 vitesses), MBK Sport I, MBK Grand Sport (1991, F)
  - MBK Randonnée (1991)
  - MBK Presto (18 vitesses, colombus)
  - MBK PRO-AM
  - MBK Super Record (1995)
  - MBK Chrono (1997) (acier)
  - MBK Rd300 (2008)
- MBK Trekking :
  - Arkansas
  - Colorado (18 vitesses, femme)
  - Ohio
  - Missouri
  - (Nevada)
  - Rio Grande (HPF, femme)
  - Utah (2009) (18 vitesses, fourche carbone, cadre alu)
  - Océo (24 vitesses)
- VTT MBK : 
  - Tracker (Motobécane MBK Tracker 1984)
  - StoneCruiser (susp. AV), StoneCruiser Comp. (tube à section en losange, fourche), StoneCruiser (non suspendu), StonesCruiser DSP (tout suspendu avec fourche RST)
  - StoneClimber, Stone Climber ALSP Sport (fourche RST)
  - all terrain Climber
  - all terrain Cruiser
  - all terrain Rock Fighter (fourche suspendue/normale), Rock Fighter HT
  - all terrain Fun Rider
  - DundeeRock (fourche suspendue)
  - Adventure (1992), Aventure Hi-Tech
  - Performer (1991)
  - Explorer
  - Flyer 3x6 vitesses
  - Ranger (1989), all terrain Ranger Hi-Tech
  - Out Scaper
  - all terrain Baroudeur (cadres H et F)
  - all terrain Trappeur 24
  - FR203 (suspendu)
- Vélo de ville : 
  - Antibes, Saint Brieuc, Saint Malo, Le Touquet
  - Grand sport, Sport (10 vitesses)
  - sport I
  - MBK City Salsa (6 vitesses) - 1991
  - MBK City Samba (5 vitesses)
  - MBK City Fox Trot (6 vitesses)
  - MBK City Tango (monovitesse à frein par rétropédalage, style hollandais)
  - MBK City Twist
  - MBK Esprit Évolution
  - MBK Country
  - MBK Java (5 vitesses)
  - MBK Charleston - 1991 (marquage Le Charleston)
  - MBK Picpus
  - MBK Nostalgie
  - MBK Greenfield (21 ou 24 vitesses indexées, fourche susp.)
  - MBK Lady
  - MBK Diabolo (style cruiser californien) cadres F & H
  - MBK Europa (VTC)
  - MBK Balade (F)
- Course :
  - RD 300
  - RD 500
  - RD 1100
  - RD 1200
  - Giotto
- VTC MBK
  - Hopper
- Bicross
  - MBK MX 500 « super class » bicross 1986, MX 340 « challenger G », MX 350 « challenger CB », MX 250 « MBK chrome », MX 220 « MBK light », MX 200 W « white cross », HW 200 « Hollywood »,
  - MX 230 F freestyler, MX 130 F « cherry picker »
  - enfant : MX 101 « trophy » R/B/C (rouge/bleu/chome), JX 192 (candidature JO Paris 1992), MBK 16 (5-9 ans), MBK 14 (14 pouces, 3-6 ans)
  - MBK CR 400 super cruiser
- Vélo enfant :
  - MBK Diva 20 pouces et Diva 24 pouces
  - MBK Explorer
  - MBK Pionnier
  - Princesse 50
  - MBK Dundee Rock
- MBK autres
  - Fun-Scoot - 1988 (trotinette/patinette)
  - Crossy Bike -1988 (bicross motorisé 50 cm3)

### Rachat par Yamaha

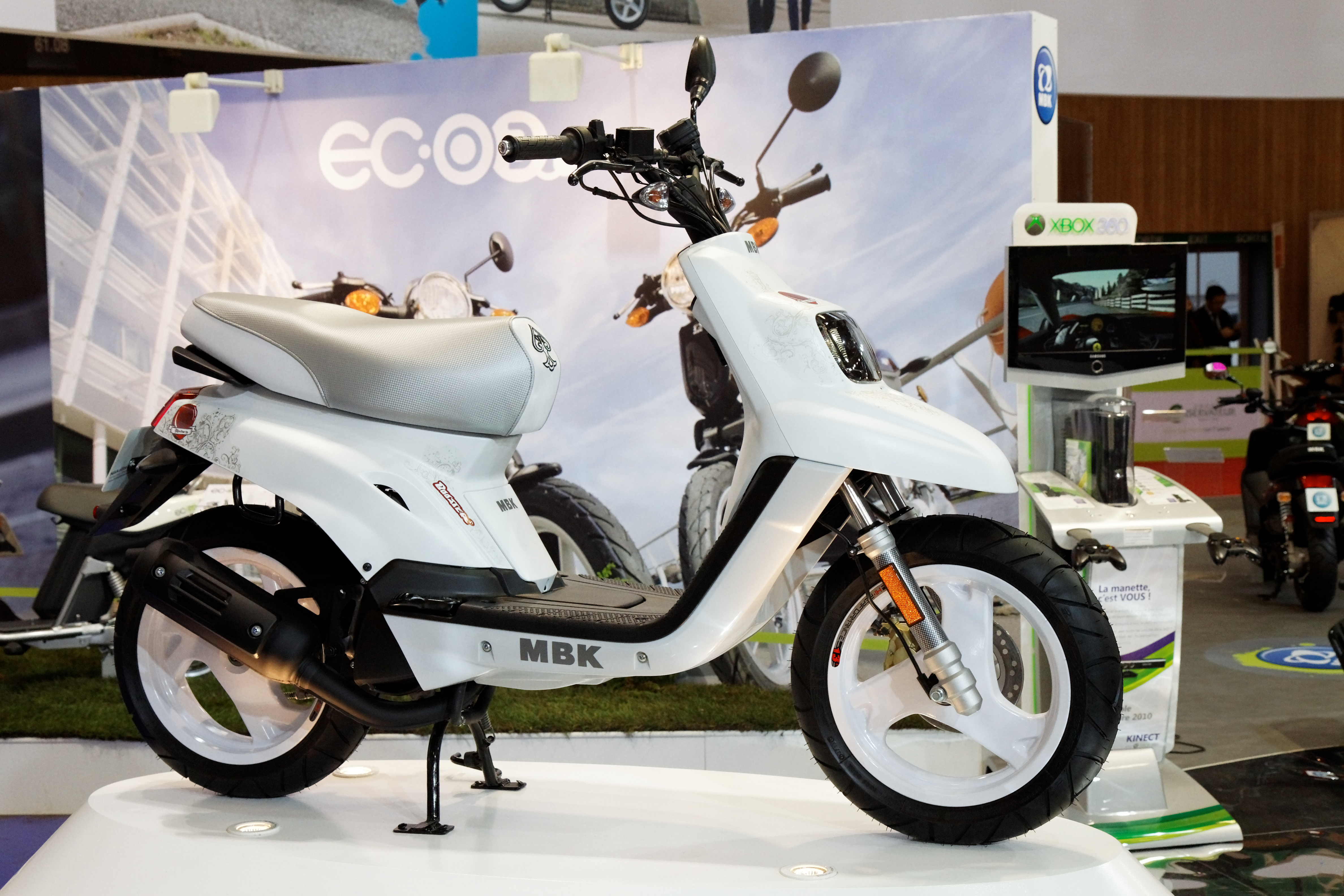
MBK Booster.

En 1983, Motobécane est en faillite et Xavier Maugendre, qui vient d'être déchargé par Kawasaki de l'importation de cette marque en France et ancien président de la chambre syndicale française des importateurs de motos, se porte repreneur avec quelques associés en créant une SA au capital de 250 000 francs. La société change de nom pour devenir MBK Industrie et après quelques péripéties, elle trouve des investisseurs. MBK Industrie est chargée par le gouvernement de relancer une moto française et notamment la marque BFG, ce qui tournera court. Les capitaux sont pour 60 % français, dont 20 % proviennent d'instances régionales de la Picardie. Les 40 % « étrangers » restants sont répartis entre Yamaha, deux importateurs de Yamaha (Sonauto, alors importateur entre autres de Yamaha en France et d'Ieteren en Belgique) et le constructeur de deux-roues allemand Sachs qui cherche un débouché pour ses moteurs. Mais la situation de MBK est difficile du fait de la chute générale du marché des cyclomoteurs que ne suffit pas à compenser la percée dans la bicyclette - notamment le bi-cross (nombreux titres de champion du monde) et le mountain bike.
En 1986, une augmentation de capital majoritairement réservée à Yamaha donne à cette firme le contrôle de MBK. La situation se redressera par la production de modèles Yamaha dans l'usine de Saint-Quentin, dont une partie, essentiellement des scooters, est vendue en France sous la marque MBK.
L'usine de Saint-Quentin, dans l’Aisne, compte aujourd'hui 632 salariés. Cette usine a produit 60 000 scooters et cyclos de 50 cm3 (marques MBK et Yamaha), 12 000 motos Yamaha XT 660, 15 000 scooters X-City 125/250, ainsi que 40 000 moteurs marins Yamaha de petite puissance (2,5 à 8 ch) en 2006[source insuffisante].

#### Modèles
- Scooter Flame 50 / 125
- Scooter Flame-X 50 / 125 (2004. 112 kg)
- Scooter X-city 50 / 125
- Scooter Booster 50 / 125
- Scooter Skycruiser 50 / 125
- Scooter Evolis 125
- Scooter Oceo 125 (142 kg. Grandes roues)
- Scooter 3 roues Triptyk

### Anciennes filiales de Motobécane
Il ne faut pas confondre MBK avec Motobécane USA, qui importe des deux-roues de Taïwan et de Chine. Les deux entreprises ne sont pas liées, hormis la marque qu'elles exploitent toutes les deux.
Motobécane USA a été créée comme filiale de Motobécane vers le milieu des années 1970 pour gérer l'importation des cyclomoteurs et vélos Motobécane aux États-Unis puis a été revendue quelques années plus tard.

## Musée Motobécane
Au 5 rue de la Fère, à Saint-Quentin, dans l'Aisne, se trouve le musée Motobécane.